# Benny Michaux
Benny Michaux (Dudelange, 7 settembre 1921 – Lussemburgo, 15 agosto 1987) è stato un allenatore di calcio e calciatore lussemburghese, di ruolo portiere.

## Carriera

### Club
Ha sempre giocato nella squadra dello Stade Dudelange, dal 13 maggio 1945 fino all'11 settembre 1957, nel campionato lussemburghese.

### Nazionale
Ha rappresentato la Nazionale del suo paese ai Giochi olimpici di Londra 1948.
Ha ottenuto 47 presenze nella Nazionale del Lussemburgo, subendo 55 reti.

### Allenatore
Dopo il ritiro Benny Michaux intraprende la carriera di allenatore.